# Vincenzo Calestani
Vincenzo Calestani (Lucca, 10 marzo 1589 – dopo il 1617) è stato un compositore e cantante italiano.
È noto soprattutto come compositore di madrigali.

## Biografia
Si hanno poche informazioni sulla vita dell'artista: non è documentata neanche una sua parentela con il compositore Girolamo Castellani. 
La sua unica opera, la raccolta vocale Madrigali et arie, pubblicata nel 1617, è dedicata ad una sua allieva, la pisana Isabella Mastiani. Tra i brani, il più noto è Damigella tutta bella, rifacimento di un brano dallo stesso titolo contenuto negli Scherzi musicali a 3 voci di Claudio Monteverdi, raccolti da Giulio Cesare Monteverdi (fratello di Claudio Monteverdi) su testo di Gabriello Chiabrera, pubblicato nel 1607. L'andamento ritmico di questo brano ricorda anche "vi ricordo o boschi ombrosi" da l'Orfeo di Claudio Monteverdi.

## Le opere
- Madrigali et arie a una o due voci a continuo. Venezia 1617. 28 delle quali composte da Vincenzo Calestani (una copia di questo volume si trova nella Biblioteca Nazionale Centrale di Firenze con molte correzioni di suo pugno).